# Rupia

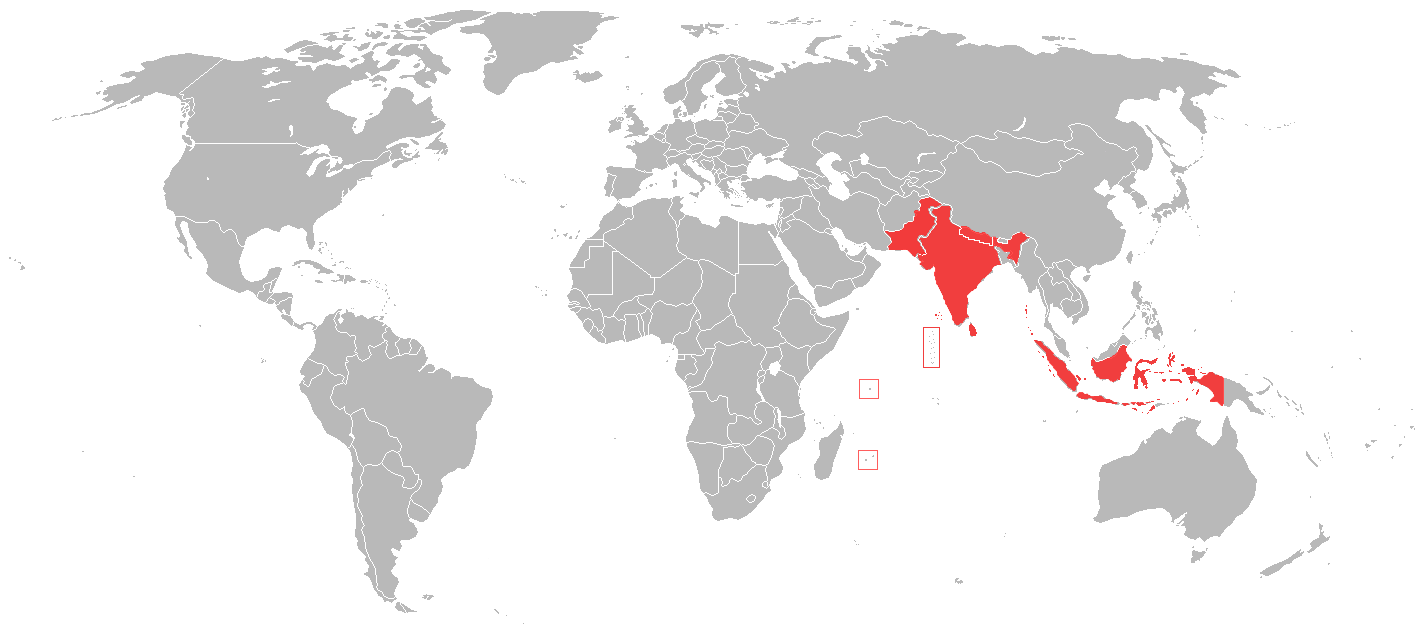
Países donde la rupia es la moneda oficial.

La rupia es el nombre de las monedas usadas en 8 países: India, Sri Lanka, Pakistán, Nepal, Mauricio, Seychelles, Indonesia y Maldivas.

## Etimología

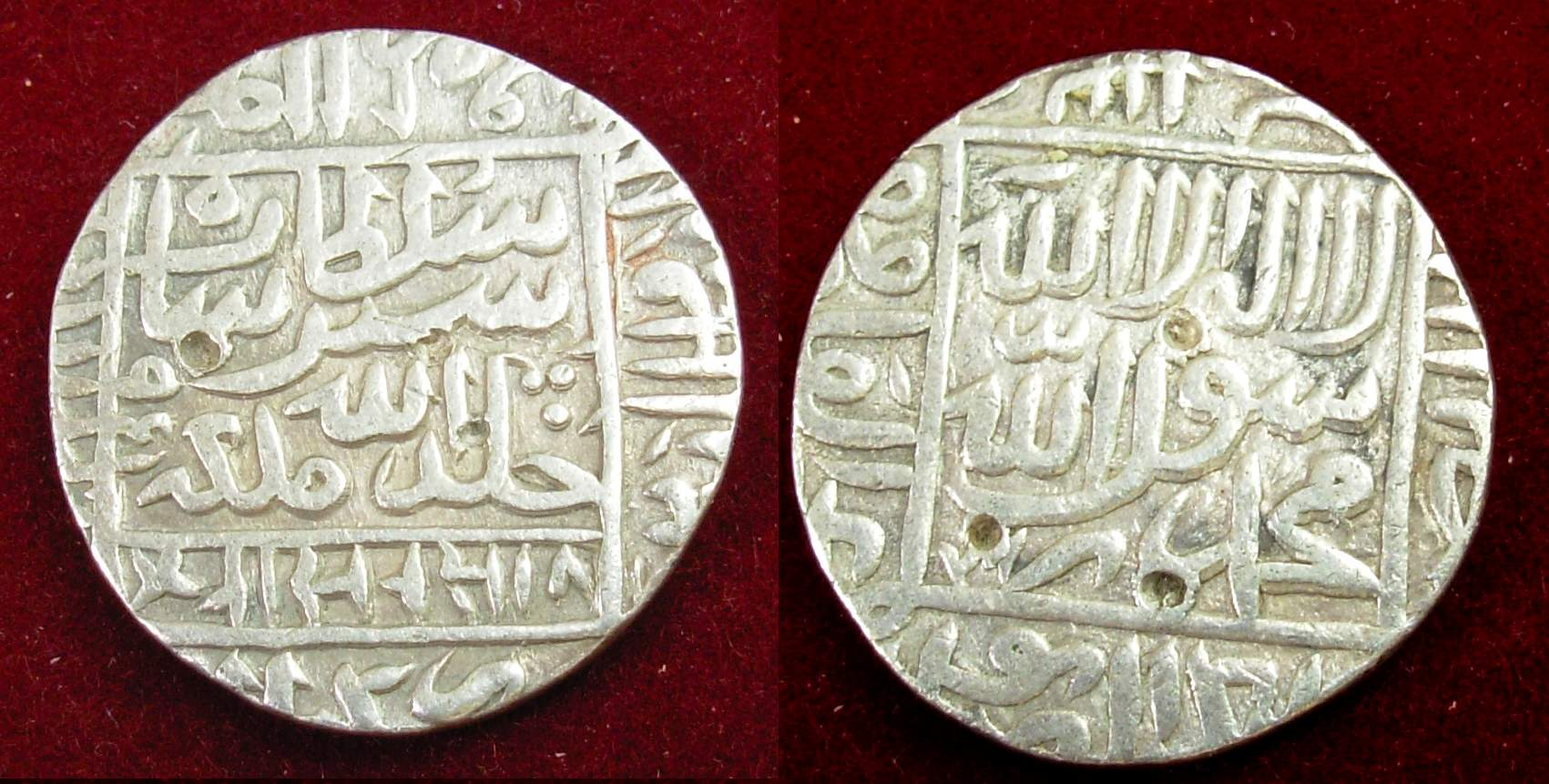
La moneda de 178 granos (unidad de masa) de plata acuñada bajo Sher Shah Suri (1540-1545) fue la primera rupia.

El origen de la palabra rupia se encuentra en la palabra rūp o "rūpā, procedente del Sánscrito, que significa plata; y de ahí la palabra rūpyakam que quiere decir "moneda de plata". El término rūpyakam fue usado para denominar la moneda introducida por Sher Shah Suri durante su reinado desde 1540 a 1545 d. C.

## Historia

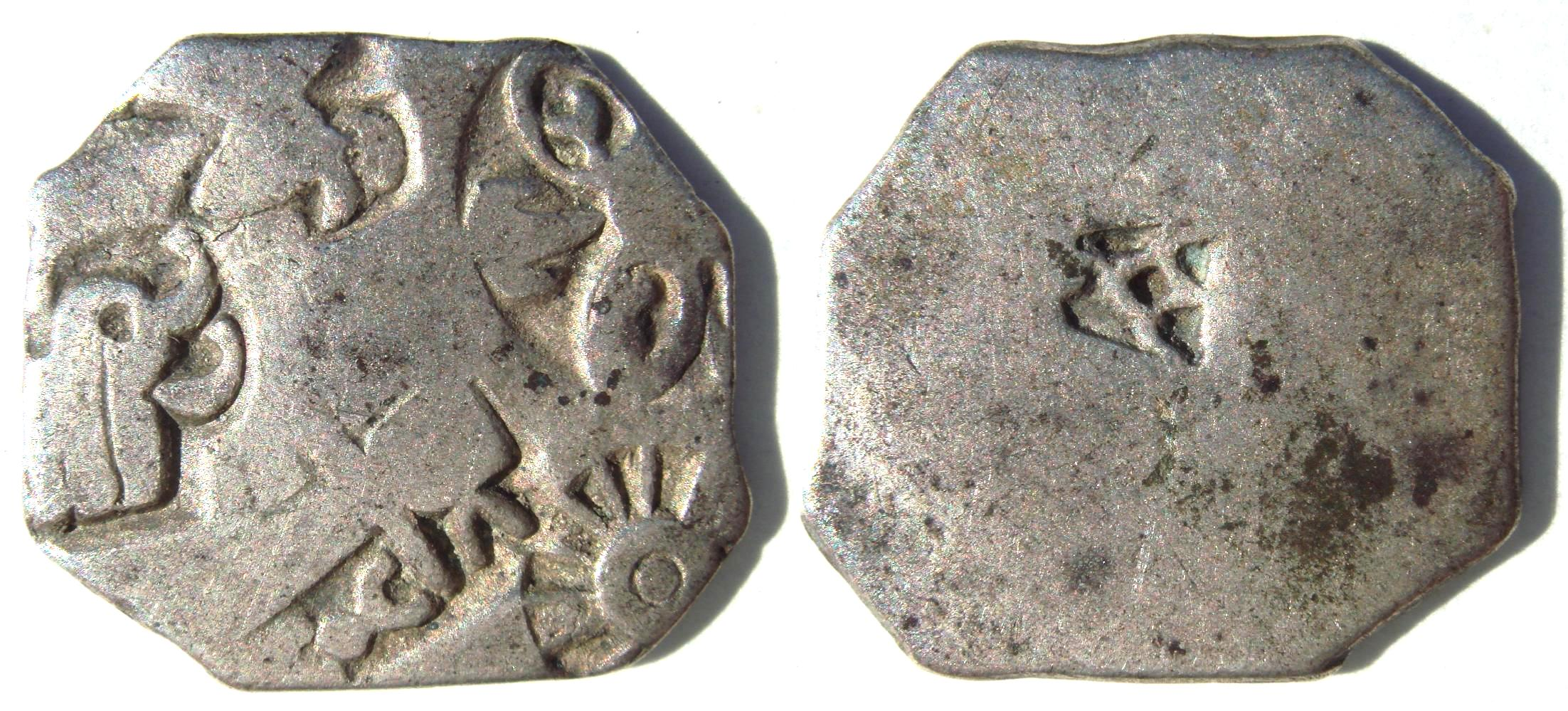
Rūpyarūpa emitida por el Imperio Maurya, con símbolos de rueda y elefante. Siglo III a.C.

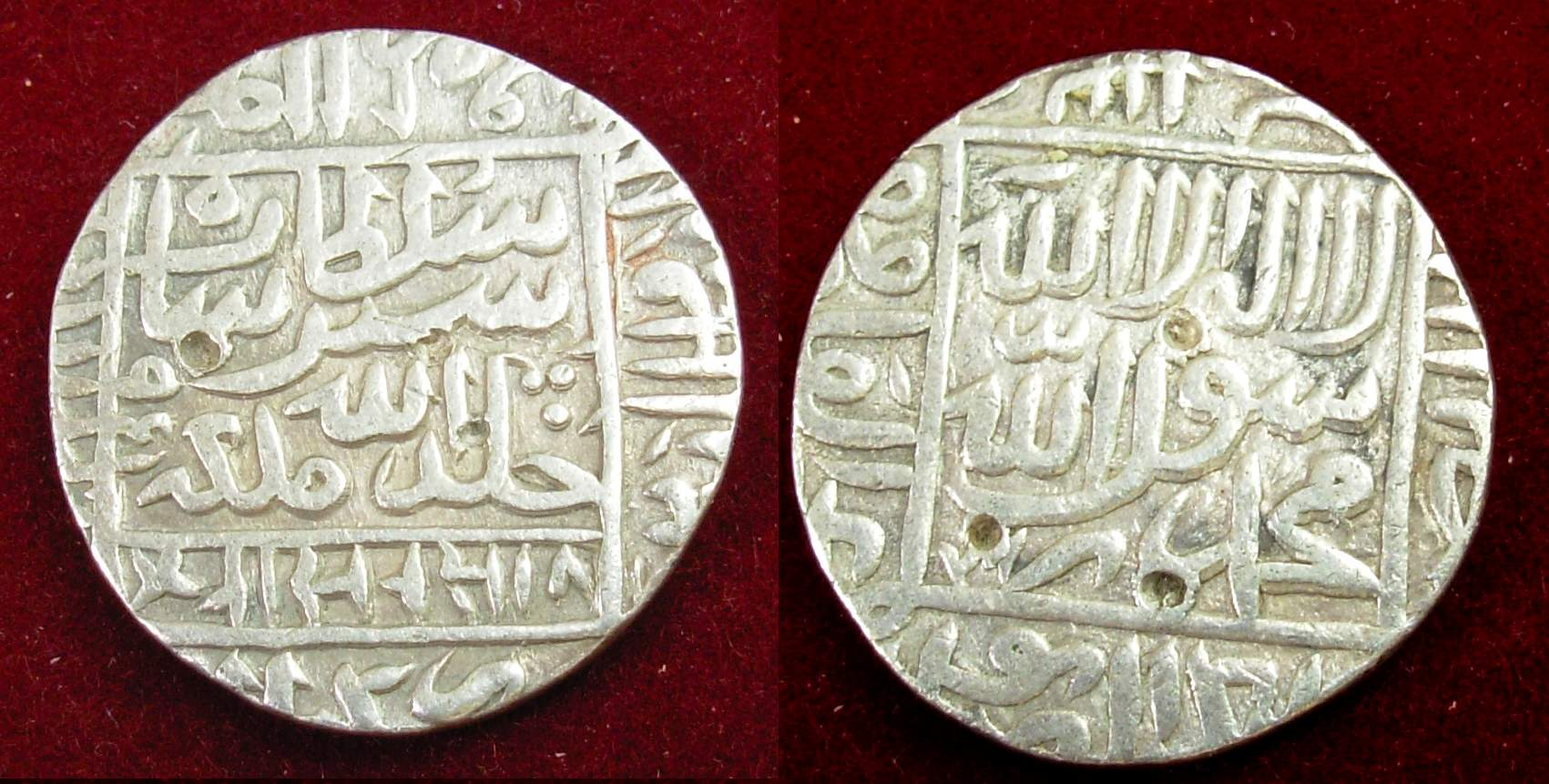
Rupiya emitida por el Sher Shah Suri, 1540-1545 CE.

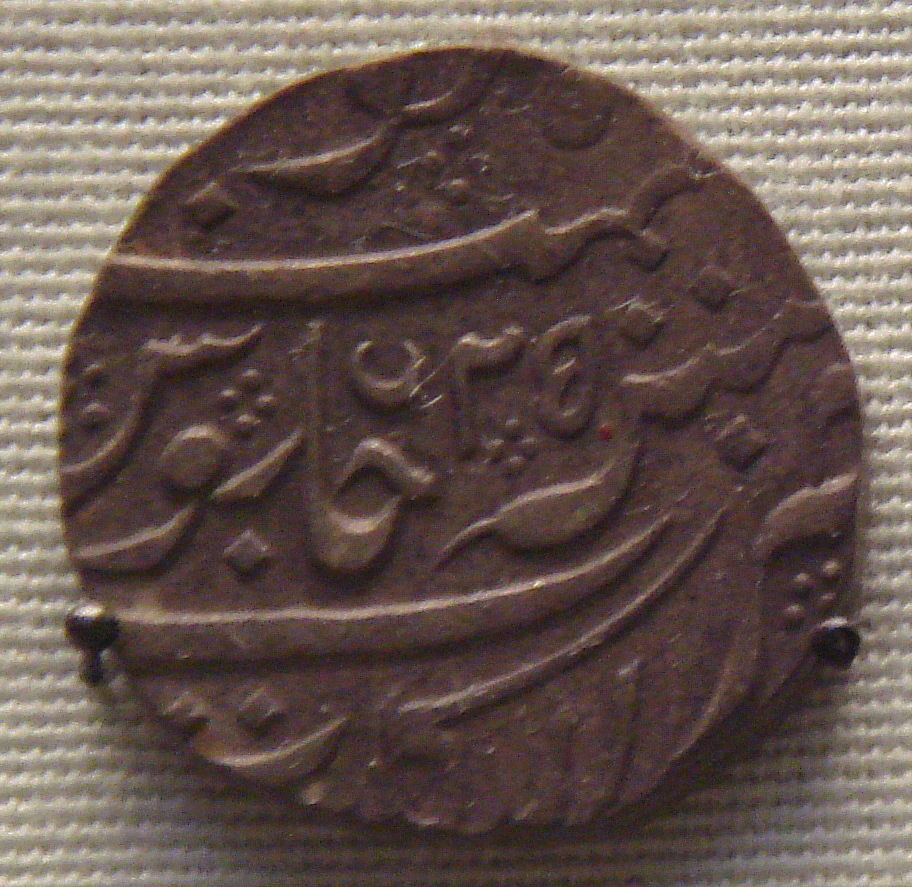
La Compañía Francesa de las Indias Orientales emitió una Rupia de plata a nombre de Muhammad Shah (1719-1748) para el comercio del Norte de la India, acuñada en el Pondicherry.

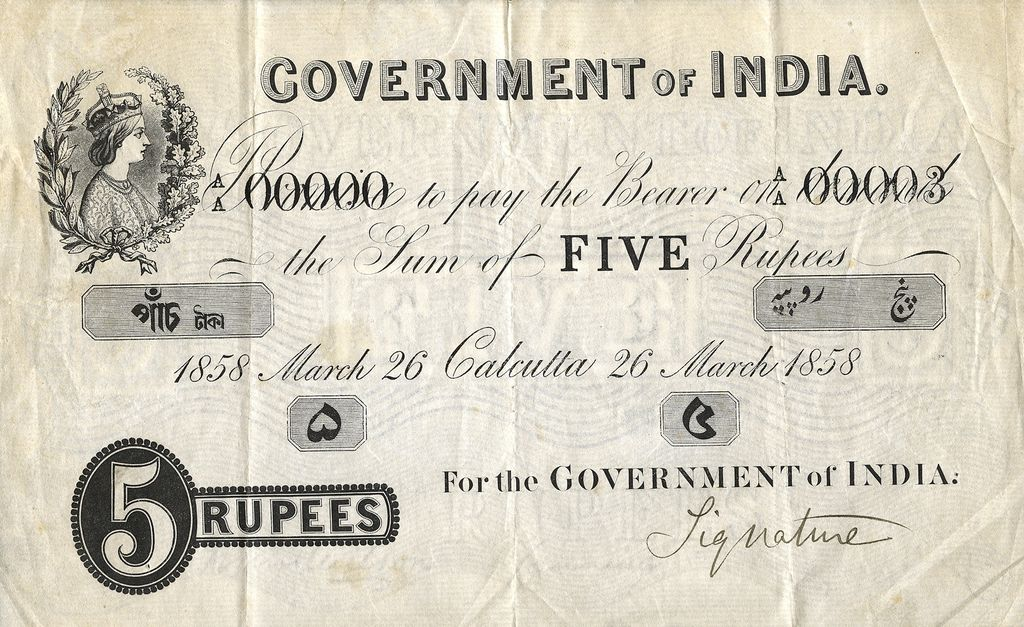
Gobierno de la India - Billete de 5 Rupias (1858)

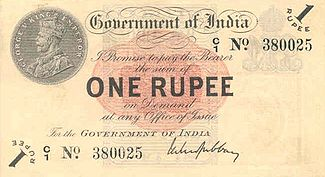
El Raj británico emitió un billete de 1 Rupia en 1917

La historia de la rupia se remonta a la Antigua India alrededor del siglo III a. C. La antigua India fue uno de los primeros emisores de monedas del mundo, junto con los staters lidios, varias otras monedas de Oriente Medio y el wen chino.
El término proviene de rūpya, un término sánscrito para moneda de plata, del sánscrito rūpa, forma hermosa.
Arthashastra, escrito por Chanakya, consejero principal del primer Emperador Maurya Chandragupta Maurya (c. 340-290 a. C.), menciona las monedas de plata como rūpyarūpa, se mencionan otros tipos que incluyen monedas de oro (rūpya-suvarṇa), monedas de cobre (tāmrarūpa) y monedas de plomo (sīsarūpa). Rūpa significa forma o figura, ejemplo, rūpyarūpa, rūpya - plata forjada, rūpa - forma. Este sistema de acuñación continuó más o menos en todo el subcontinente indio hasta el siglo XX.
En los tiempos intermedios no existía un sistema monetario fijo, tal y como se recoge en el Da Tang Xi Yu Ji.
Durante su gobierno de 1537 a 1545, el gobernante afgano Sher Shah Suri del Imperio del Sur estableció una nueva administración cívica y militar y emitió una moneda de plata, con un peso de 178 granos, que también se denominó Rupiya. Suri también introdujo monedas de cobre llamadas dam y moneda de oros llamadas mohur que pesaban 169 granos (10,95 g). El uso de la moneda de la rupia continuó bajo el Mogoles con el mismo estándar y peso, aunque algunos gobernantes después de Akbar emitieron ocasionalmente rupias más pesadas.
Las potencias europeas comenzaron a acuñar moneda ya a mediados del siglo XVII, bajo el patrocinio del Imperio Mogol. Las monedas de oro británicas se denominaron Carolina, las de plata Anglina, las de cobre Cupperoon y las de estaño Tinny. Las monedas de Bengala se desarrollaron al estilo de la era Mogol y las de Madrás en su mayoría al estilo del sur de la India. Las monedas inglesas de la India occidental se desarrollaron siguiendo patrones mogoles e ingleses. Hasta 1717, los británicos no obtuvieron el permiso del emperador Farrukh Siyar para acuñar moneda mogol en la ceca de Bombay. A principios de 1830, los británicos se habían convertido en la potencia dominante en la India y comenzaron a acuñar moneda de forma independiente. La Ley de Acuñación de 1835 dispuso una acuñación uniforme en toda la India. Las nuevas monedas tenían la efigie de William IV en el anverso y el valor en el reverso en inglés y Persa. Las monedas emitidas después de 1840 llevaban el retrato de Reina Victoria. La primera moneda bajo la corona se emitió en 1862 y en 1877 la reina Victoria asumió el título de emperatriz de la India. La relación oro-plata se amplió durante 1870-1910. A diferencia de la India, su amo colonial, Gran Bretaña, seguía el patrón oro.
La llegada al trono en 1911 del Rey-Emperador George V dio lugar a la famosa "rupia de cerdo". En la moneda, el Rey aparecía llevando la cadena de la Orden del Elefante de la India. Por un mal grabado, el elefante se parecía mucho a un cerdo. La población musulmana se enfureció y la imagen tuvo que ser rápidamente rediseñada. La aguda escasez de plata durante la Primera Guerra Mundial, llevó a la introducción de papel moneda de una rupia y dos rupias y media. Las monedas de plata de menor denominación se emitieron en cuproníquel. La compulsión de la Segunda Guerra Mundial condujo a experimentos en la acuñación de monedas en los que la rupia estándar fue sustituida por la "Aleación de Plata Cuaternaria". Las monedas de plata cuaternaria se emitieron a partir de 1940. En 1947 fueron sustituidas por monedas de níquel puro. Incluso después de la independencia, la acuñación británica continuó en la India. El sistema monetario se mantuvo sin cambios en una Rupia que consistía en 64 pice, o 192 pies.
En la India, la "Serie Anna" se introdujo el 15 de agosto de 1950. Esta fue la primera moneda de la República de la India. El retrato del Rey fue sustituido por el capitel del León de Ashoka. Una gavilla de maíz sustituyó al Tigre en la moneda de una Rupia. El sistema monetario se mantuvo con una Rupia compuesta por 16 Annas. La ley de 1955 sobre la moneda india (enmienda), que entró en vigor el 1 de abril de 1957, introdujo una "serie decimal". La rupia se dividía ahora en 100 "Paisa" en lugar de 16 Annas o 64 Pice. Las monedas "Naye Paise" se acuñaron en las denominaciones de 1, 2, 5, 10, 20 y 50 Naye Paise. Tanto la serie Anna como las monedas Naye Paise estuvieron vigentes durante algún tiempo. A partir de 1968, las nuevas monedas se llamaron simplemente Paise en lugar de Naye Paise porque ya no eran naye (nuevas).
Con la elevada inflación de los años sesenta, las monedas de pequeña denominación que se fabricaban en bronce, níquel-latón, cuproníquel y aluminio-bronce se fueron acuñando en aluminio. Este cambio comenzó con la introducción de la nueva moneda hexagonal de 3 paise. En 1968 se introdujo una moneda de veinte paise, pero no ganó mucha popularidad. Durante un tiempo, las consideraciones de coste-beneficio condujeron a la desaparición gradual de las monedas de 1, 2 y 3 paise en la década de 1970. En 1988 se introdujeron monedas de acero inoxidable de 10, 25 y 50 paise, y de una rupia en 1992. Los elevados costes de gestión de las emisiones de billetes de 1, 2 y 5 rupias llevaron a la acuñación gradual de estas denominaciones en la década de 1990.

### África Oriental, Arabia y Mesopotamia
En África Oriental, Arabia, y Mesopotamia, la rupia y su acuñación subsidiaria estuvieron vigentes en diversas épocas. El uso de la rupia en África Oriental se extendía desde Somalilandia en el norte hasta el sur de la Natal. En Mozambique, las rupias de las Indias Británicas fueron sobreselladas, y en Kenia, la Compañía Británica de África Oriental acuñó la rupia y sus fracciones, así como la pica.
El aumento del precio de la plata inmediatamente después de la Primera Guerra Mundial hizo que la rupia aumentara su valor hasta alcanzar los dos chelines de la sterling. En 1920, en el África Oriental Británica, se aprovechó la oportunidad para introducir una nueva moneda de florín, con lo que se equiparó la moneda con la libra esterlina. Poco después, el florín se dividió en dos chelines de África Oriental. Esta asimilación a la sterling no se produjo, sin embargo, en la propia India británica. En Somalia, la autoridad colonial italiana acuñó la "rupia" exactamente con el mismo patrón y llamó a la "pice" "besa".
La rupia india fue la moneda oficial de Dubái y Catar hasta 1959, cuando la India creó una nueva rupia del Golfo (también conocida como "rupia externa") para dificultar el contrabando de oro. La rupia del golfo fue de curso legal hasta 1966, cuando la India devaluó significativamente la rupia india y se estableció un nuevo riyal catarí para proporcionar estabilidad económica.

### Asentamientos del Estrecho
Los Asentamientos del Estrecho fueron originalmente una entidad atípica de la Compañía Británica de las Indias Orientales. El dólar español ya se había impuesto en los Asentamientos del Estrecho cuando llegaron los británicos en el siglo XIX. La Compañía de las Indias Orientales intentó introducir la rupia en su lugar. Estos intentos fueron resistidos por los lugareños, y en 1867, cuando el gobierno británico asumió el control directo de los Asentamientos del Estrecho de la Compañía de las Indias Orientales, los intentos de introducir la rupia fueron finalmente abandonados.

### Tíbet
Hasta mediados del siglo XX, la moneda oficial del Tíbet también se conocía como rupia tibetana.

### Denominación
La rupia de plata original, .917 fina de plata, 11,66 gr, se dividía en 16 annas, 64 paisas, o 192 pies. Cada moneda en circulación de la India británica, hasta la decimalización de la rupia, tenía un nombre diferente en la práctica. Un paisa equivalía a dos dhelas, tres pies o seis damaris. Otras monedas de media anna (adhanni, o dos paisas), dos anas (duanni), cuatro anas (un chawanni, o un cuarto de rupia), y ocho anas (un athanni, o media rupia) fueron ampliamente utilizadas hasta la decimalización en 1961. (Los números adha, do, chār, ātha significan respectivamente la mitad, el dos, el cuatro y el ocho en hindi y urdu.) Dos paisa también se llamaba un taka, ver más abajo.
La decimalización se produjo en la India en 1957, en Pakistán en 1961 y en Sri Lanka en 1969. Desde 1957, una rupia india se divide en 100 paise. La paisa decimalizada se denominó originalmente de forma oficial naya paisa, que significa "nueva paisa", para distinguirla de la antigua paisa, que tenía un valor superior de 1⁄64 rupias. La palabra naya se eliminó en 1964 y desde entonces se conoce simplemente como paisa (plural paise).
El símbolo más utilizado para la rupia es "₨". La India adoptó un nuevo símbolo  (₹)  para la rupia india el 15 de julio de 2010. En la mayor parte de la India, la rupia se conoce como rupaya, rupaye o alguno de los otros términos derivados del sánscrito rūpya, que significa plata.
Ṭaṅka es una antigua palabra sánscrita para referirse al dinero. Mientras que la moneda de dos pesos se llamaba taka en Pakistán Occidental, la palabra taka se utilizaba habitualmente en Pakistán Oriental (actual Bangladesh), como alternativa a la rupia. En los idiomas bengalí y asamés, hablados en Assam, Tripura y Bengala Occidental, la rupia se conoce como taka, y se escribe como tal en los billetes indios. En Odisha se conoce como tanka. Tras su independencia, Bangladesh empezó a llamar oficialmente a su moneda "taka" (BDT) en 1971.
La emisión de la moneda india está controlada por el Banco de la Reserva de la India, y la emisión de la moneda pakistaní está controlada por el Banco Estatal de Pakistán.
En la actualidad, en la India (desde 2010), la moneda de 50 paise (media rupia) es la de menor valor de curso legal. Las monedas de 1, 2, 5 y 10 rupias y los billetes de 5, 10, 20, 50, 100, 200, 500 y 2000 rupias se utilizan habitualmente para las transacciones en efectivo.
Las grandes denominaciones de rupias se cuentan tradicionalmente en lakhs, crores, arabs, kharabs, nils, padmas, shankhs, udpadhas y anks. Los términos que van más allá del crore no suelen utilizarse en el contexto del dinero; por ejemplo, una cantidad se llamaría ₨ 1 lakh crore (equivalente a 1 billón) en lugar de ₨ 10 kharab.

## Valoración
La rupia original fue una moneda hecha de plata, y pesaba 178 granos, equivalente a 11,534 g. Esta moneda fue usada desde entonces incluso durante los tiempos de la India Británica, pesando 11,66 gramos a 917 ‰ (0.917 plata pura). 
La valoración de la rupia basada en el patrón plata trajo consecuencias en el siglo XIX a los países que la utilizaban, cuando las economías robustecidas del mundo se cambiaron al patrón oro. El descubrimiento de enormes yacimientos de plata en los Estados Unidos y en colonias europeas llevó a una baja del valor relativo de la plata con respecto al oro. Así, sin esperarlo India encontró que no tenía mucho poder adquisitivo para hacer transacciones con el mundo. Este momento es conocido como "la caída de la rupia".

## Denominación
Antiguamente la rupia estaba dividida en 16 annas, 64 paisas y 192 pies. Es decir que tres pies equivalían a un paisa y cuatro de estos últimos a un anna. Por cortos periodos esta rupia de las Indias británicas se utilizó también en Arabia y el este de África al igual que en Australia a comienzos del siglo XIX.
La decimalización se llevó a cabo en Ceilán (Sri Lanka) en 1869, en India en 1957 y en Pakistán en 1961; con esto la rupia comenzó a dividirse en 100 paisas, a los que se les denominaba Naya-Paisa o Nueva moneda. Este hábito se mantuvo desde que India se volvió independiente. 
En muchas partes de India la moneda es conocida como rupaye, rubai, o algún otro término derivado del Sánscrito rupya.

## Simbología
Comúnmente se usa Rs como símbolo de la rupia.
Desde el año 2010 se adaptó el símbolo (₹) para la moneda India.
También se utiliza el símbolo ₨ en India, Pakistán, Sri Lanka, Nepal y Mauricio.
Para las rupiah de Indonesia se utiliza Rp
En zonas de Bangladés cercanas a India, a las rupias se las denomina takas, siendo ৳ su símbolo y ৲ su marca.

## Usos ficticios
Las rupias (Rupees) son la unidad monetaria en la serie de videojuegos The Legend of Zelda, creada por Nintendo. Son mostradas como gemas translúcidas de diferentes tamaños y colores.

La rupia es la unidad monetaria ficticia utilizada en el videojuego Far Cry 4.